# Coleophora pudica
Coleophora pudica é uma espécie de mariposa do gênero Coleophora pertencente à família Coleophoridae.